# Thunberginol A
Thunberginol A es una isocumarina que se encuentra en Hydrangea macrophylla y en su forma de hojas procesadas (Hydrangeae dulcis folium).